# Parotocinclus nandae
Parotocinclus nandae — вид сомоподібних риб родини лорікарієвих (Loricariidae). Описаний у 2020 році.

## Назва
Автор таксона Пабло Леманн назвав вид на честь своєї доньки Марії Фернанди, які він лагідно називав Нанда.

## Поширення
Ендемік Бразилії. Поширений в басейні річки Парагуасу в екорегіоні Шапада-Діамантіна у штаті Баїя на сході країни.

## Опис
Дрібна риба, завдовжки до 4,2 см. Тіло жовтувато-помаранчевого кольору, з численними темними плямами.